# Nanny Fröman
 Nanny Ingeborg Fröman (* 19. September 1922 in Råneå församling, Norrbottens län, Schweden; † 14. Mai 2013 in Uppsala domkyrkoförsamling, Schweden) war eine schwedische Physikerin und Hochschullehrerin. Sie war die erste Frau, die an der Universität Uppsala in Theoretischer Physik promoviert wurde.

## Leben und Werk
Fröman war die Tochter des Baumeisters Johan Bernhard Verner Johansson und seiner Frau Beda Johansson. Sie besuchte die neu gegründete Schule in Råneå und erhielt 1943 ein dreijähriges Stipendium für ihr Studium an der Universität Uppsala, wo sie Chemie und Russisch, sowie Mathematik, Physik und Theoretische Physik studierte. Sie erwarb 1948 einen Bachelor-Abschluss in Philosophie und 1949 einen Master-Abschluss.
Im Jahr 1947 heiratete sie Bernhard Nilsson, mit dem sie 1950 einen Sohn bekam. 1953 erhielt sie bei Ivar Waller eine Assistentenstelle in Theoretischer Physik und schloss 1956 mit einer Arbeit über die Streuung von Röntgenstrahlen in Kristallen mit dem Lizenziat ab. Im Jahr darauf veröffentlichte sie eine Studie zur Röntgenkristallographie, die bis heute als Standardwerk auf diesem Gebiet gilt.
1959 heiratete Fröman ihren Kollegen Per Olof Fröman, mit dem sie auf dem Gebiet der quantenmechanischen Berechnungen zusammenarbeitete und 1965 die Monographie JWKB Approximations veröffentlichte. Die innovative Arbeit wurde zu einem der Standardwerke auf diesem Gebiet, weil sie eine neue systematische Lösung zur Abschätzung von Fehlern in berechneten Näherungen präsentierte. Im Jahr 1966 veröffentlichte Fröman eine Arbeit, in der sie die Methode weiterentwickelte und auf verschiedene Modellprobleme der Physik anwandte. Die Monographie, der weiterführende Artikel und drei weitere Artikel wurden dann zur Grundlage für ihre Dissertation, die am 9. Mai 1966 eingereicht wurde. Die Dissertation erhielt die Bestnote und Fröman promovierte als erste Frau an der Universität Uppsala in Theoretischer Physik.
Fröman wurde 1967 Dozentin, war von 1973 bis 1983 Direktorin des Instituts für Theoretische Physik und von 1987 bis 1989 Professorin für Theoretische Physik an der Universität Uppsala. Sie forschte weiter zusammen mit ihrem Ehemann, was zu zwei weiteren Monographien Phase-Integral Method: Allowing Nearlying Transition Points  und Physical Problems Solved by the Phase-Integral Method  führte. Sie war Autorin und Co-Autorin von rund 75 Artikeln in verschiedenen internationalen Fachzeitschriften. Sie übersetzte russische und französische Texte und schrieb mehrere populärwissenschaftliche Texte, unter anderem im Svenska Dagbladet über Marie Curie und Albert Einstein.

## Ehrungen
1981 wurde ihr für ihre außerordentlichen wissenschaftlichen Leistungen von der Regierung der Titel einer Professorin verliehen, 2005 erhielt sie die Gustaf-Adolf-Medaille. Fröman wurde 1982 zum Mitglied der Königlichen Gesellschaft der Wissenschaften in Uppsala und 1990 zum Mitglied der Österreichischen Akademie der Wissenschaften gewählt. 1995 wurde sie als erste Frau zur Präsidentin der Königlichen Gesellschaft von Uppsala gewählt.

## Veröffentlichungen (Auswahl)
- mit Per O. Fröman: Phase-Integral Method: Allowing Nearlying Transition Points. Springer, 1996, ISBN 978-0-397-51587-5.
- mit Per O. Fröman: JWKB Approximation: Contributions to the Theory. Elsevier Science Publishing Co Inc., 1965, ISBN 978-0-7204-0085-4.
- Physical Problems Solved by the Phase-Integral Method. Cambridge University Press, 2002, ISBN 978-0-521-81209-2.
- mit Per O. Fröman: Stark Effect In A Hydrogen Atom Or Ion. Imperial College Press, 2008, ISBN 978-1-86094-924-1.